# شبدر زیرزمینی

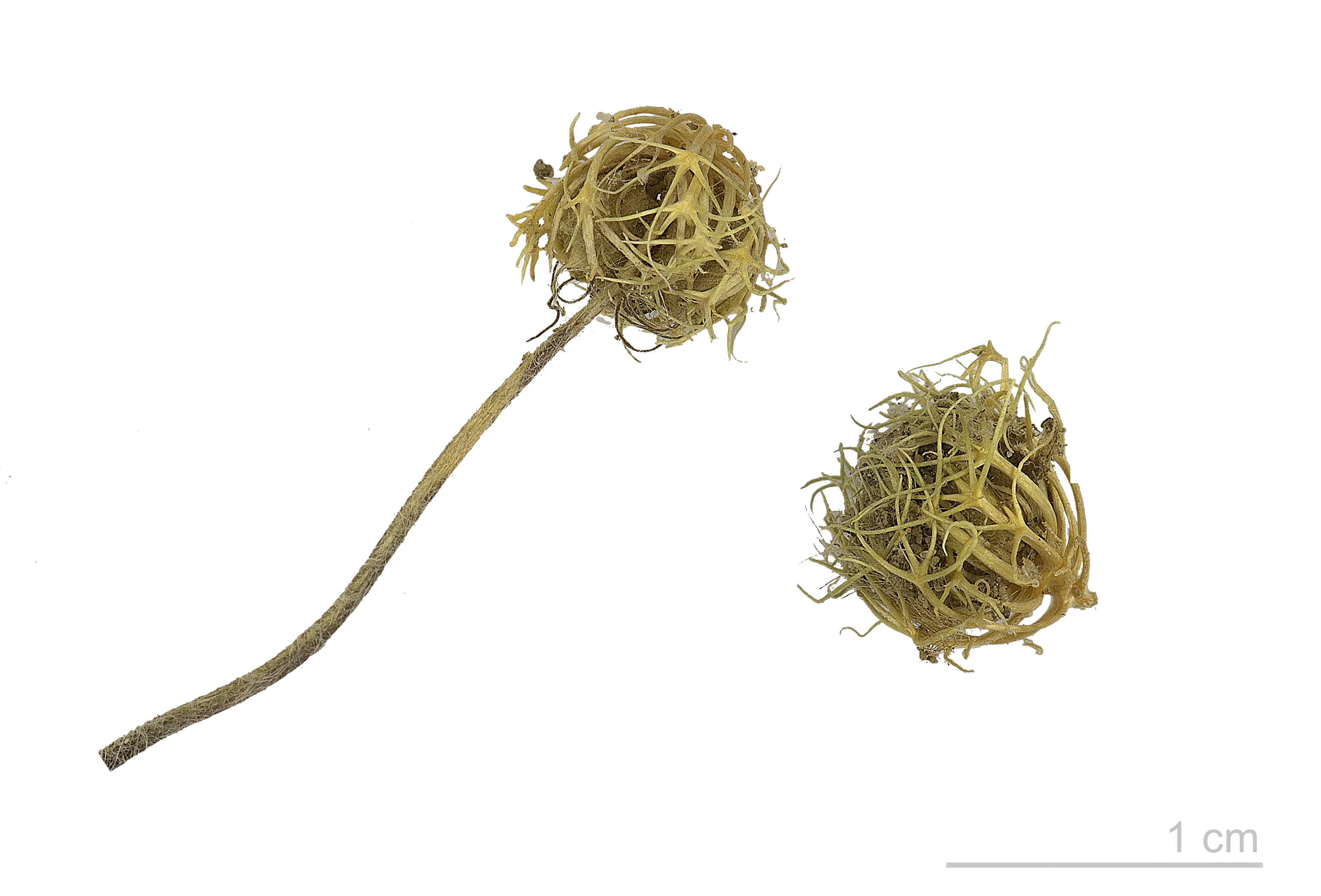
Trifolium subterraneum

شَبدَر زیرزَمینی با نام علمی (به انگلیسی: Trifolium subterraneum)
گیاهی یکساله با رشد زمستانه، خوابیده یا نیمه خوابیده و افراشته به ارتفاع ۳۰-۱۰ سانتی متر است. از نظر گرده افشانی، گیاهی خودگشن است و درصد دگرگشنی در آن بسیار اندک است.

## ویژگی‌ها
تعداد کروموزم‌های آن ۱۶ (۱۶=n۲) عدد است. نسبت به طول روز بی‌تفاوت و بی سایه مقاوم است. گل‌های آن دارای پنج گلبرگ به نام‌های درفش یا استاندارد(یک عدد) بال و ناو (هر کدام دو عدد) است. برگچه‌های آن دارای ۱۲-۸ میلیمتر، گل آذین کپه‌ای و دارای دمگل آذین بلند، کاسه گل در گل‌های زایا بدون کرک و با موهای پراکنده در گل‌های نازا با دندانه‌های باریک، جام گل سفید با یک نوار مایل به صورتی به طول ۱۰ میلی‌متر است. گل آذین وارد زمین شده و میوه‌ها در زیر زمین تشکیل می‌شود. دو جزء عمل‌کننده در عمل دفن بذر در خاک را زمین گرایی گل‌ها و فشار دمگل‌ها همراه با خمیدگی به عقب کاسه‌های گل عقیم بعد از قرار گرفتن در خاک، عنوان کردند.

## پراکنش جغرافیایی
به‌طور طبیعی در جنوب اروپا، ناحیه مدیترانه، بالکان، آسیای صغیر، غرب و جنوب دریای خزر وجود دارد. احتمال می‌رود که این گونه در سالهای ۱۹۴۲- ۱۸۲۹ و در دهه ۱۸۶۰ از انگلستان یا جزایر قناری به استرالیا برده شده باشد. شبدر زیرزمینی پس از استقرار و ترویج در استرالیا به دیگر کشورها از جمله اسپانیا و پرتقال برده شده‌است (کفاش و رجامند (۱۳۶۲)). پراکنش این شبدر را در نکا، گرگان، رشت و لاهیجان گزارش نمودند و در حال حاضر به عنوان یک گیاه مرتعی در استان‌های شمالی مطرح است. در اوایل سال ۱۸۸۹ شخصی به نام هاوارد (Howard) در نزدیک باکیستون در جنوب استرالیا متوجه شد که شبدر زیر زمینی در استرالیا در ۵۰ سال گذشته باعث افزایش تولیدات دامی و زراعی در میلیون‌ها هکتار از اراضی مناطق نسبتاً خشک استرالیا شده‌است.

## نیاز غذایی
شبدر زیر زمینی مانند سایر لگوم‌ها قادر است ازت هوا را در خاک به کمک باکتری‌های تثبیت‌کننده ازت بر روی ریشه خود ذخیره و سبب حاصلخیزی خاک شود. این شبدر تا میزان ۲۰۰ کیلوگرم در هکتار در سال ازت هوا را در خاک تثبیت می‌کند. آمار نشان می‌دهد که با کشت شبدر زیرزمینی در چراگاه‌های واقع در مناطق شیبدار و کم حاصلخیز جنوب ارگان آمریکا، عملکرد در این اراضی تا هشت برابر افزایش یافته‌است. برای داشتن یک چراگاه خوب و مناسب از شبدر زیر زمینی مصرف سوپر فسفات و مولیبدن ضروری است.

## نیاز حرارتی
سایلسبوری (Silsbury،۱۹۸۷) نشان داد که حداقل درجه حرارت برای جوانه زنی شبدرها ۵ سانتی گراد است و در این درجه شبدر زیرزمینی نسبت به سایر شبدرها زودتر جوانه می‌زند و در درجه حرارت ۳۵ درجه سانتیگراد جوانه زنی متوقف می‌شود. حرارت مطلوب برای جوانه زنی اکثر شبدرها حدود ۱۵ درجه سانتی گراد است. شبدر زیر زمینی تا حدودی نسبت به سرما مقاوم است و می‌تواند تا ۷- درجه سانتیگراد را تحمل نماید.

## کاشت
معمولاً این شبدر به صورت پاییزه در بستر مناسب کشت می‌شود ولی در موسسه تحقیقات اصلاح و تهیه نهال و بذر کرج این شبدر به دو صورت بهاره و پاییزه کشت و آزمایش شده‌است (زمانیان، ۱۳۷۸). بیشتر ارقام شبدر زیر زمینی در Ph حدود ۶-۵/۵ رشد می‌کند ولی به‌طور کلی گونه‌های مختلف سازگاری اقلیمی و خاکی متفاوت دارند. عمق مناسب کشت حدود ۵/۲-۱ سانتی‌متر است. میزان بذر مصرفی ۱۳-۹ کیلوگرم و در مناطق شیب دار و فقیر ۲۸-۲۲ کیلوگرم در هکتار است. در هر کیلوگرم بذر آن حدود ۱۴۳۳۲۵ عدد بذر وجود دارد. وزن هزار دانه آن ۱۲-۱۰ گرم می‌باشد. این شبدر با انواع گراسها، فستوکا، پنجه مرغی و ری گراس به صورت مخلوط کشت می‌شود.
زمان گلدهی در دهه این ارقام و محیط رشد گیاه دارد و عموماً گلدهی باید زمانی شروع شود که گیاه فرصت کافی برای تولید بذر در پایان فصل را داشته باشد. در استرالیا گلدهی معمولاً از اواخر سپتامبر تا اواسط دسامبر و تشکیل و تکامل بذر از اوایل اگوست تا اواسط اکتبر رخ می‌دهد. ساقهٔ رونده این ارقام روی زمین قرار می‌گیرند و ریشه دار نمی‌شود. طول ساقه‌های رونده به تراکم بوته و شدت چرا بستگی دارد. این گیاه دارای ریشه مرکزی با تعداد زیادی ریشه‌های حمایت‌کننده فیبری توسعه یافته‌است. ریشه‌های آن سطحی و تقریباً تا عمق ۲۵-۲۰ سانتی متر خاک نفوذ می‌کنند.

## آفات و بیماری‌ها
از مهم‌ترین آفات شبدر زیرزمینی می‌توان به ملخ، شته، سوسک، زنجرک، پروانه‌های ریشه خوار، موش و مورچه و از بیماریهای مهم آن هم می‌توان به سفیدک پودری، پوسیدگی نرم، ریشه، ریزوکتونیا و ویروس قرمز برگ اشاره نمود. مهم‌ترین راه مبارزه با آن‌ها استفاده از ارقام مقاوم است.

## ارزش غذایی
تحقیقات نشان داده که هرچقدر شبدر زیرزمینی به سمت بلوغ و پیری می‌رود، ارزش غذایی و قابلیت هضم ماده خشک علوفه آن کاهش می‌یابد و با افزایش سن گیاه از میزان پروتئین کاسته و بر مقدار فیبر در اندامهای هوایی افزوده می‌شود. علوفه این گیاه دارای ماده شیمیایی استروژن است که دامها را تحت تأثیر قرار می‌دهد. این ماده باعث کاهش حرکت اسپرم در دامها و در نهایت عقیمی در آن‌ها می‌شود که با خشک کردن علوفه، مقدار این ماده شیمیایی کاهش می‌یابد. ژنوتیپ ماده غذایی به ویژه فسفر، گوگرد و نیتروژن خاک مهم‌ترین عوامل در میزان استروژن علوفه شبدر زیرزمینی به‌شمار می‌آیند.

## ارقام
شبدر زیرزمینی دارای سه زیر گونه است:
۱- زیر گونهSubterraneun
۲- زیر گونه Brachycalycinum
۳- زیر گونه Yanninicum
واریته‌های متعلق به زیر گونه Brachycalycinum Subterraneum در ناحیه مدیترانه پراکنش دارند واریته‌های زیر گونه Yanninicum در مناطق یونان و یوگسلاوی محدود شده‌اند. به‌طور کلی تمام واریته‌های شبدر زیرزمینی(تاکنون ۲۶ رقم با کد تجارتی به ثبت رسیدند) از نظر طول فصل رشد به چهار گروه تقسیم می‌شوند:
۱- گروه زودرس: به حداقل ۳۰ میلی‌متر بارندگی سالانه احتیاج دارند، برای خاکهای سنگین و سبک مناسب هستند. تیپ رشدی خوابیده دارند و بهترین سیکل رشد را در تابستان‌های گرم و طولانی دارند. مثل Nungarin و Northan.
۲- گروه زودرس تا متوسط رس: سالانه به ۴۰۰ میلی‌متر بارندگی نیاز دارند، طول فصل رشد آن‌ها ۶-۴ ماه طول می‌کشد، خاکهای سنگین تا سبک و خنثی را ترجیح می‌دهند و با گراس‌ها به صورت مخلوط کشت می‌شوند. از جمله این گروه می‌توان به Geraldton وDliak وYarloop و Trikkala اشاره نمود.
۳- گروه متوسط رس: سالانه به ۵۰۰ میلی‌متر بارندگی نیاز دارند، طول فصل رشد آن‌ها ۵/۷ ۵/۵ ماه طول می‌کشد. در خاکهای رسی و شنی رشد می‌کنند. مانند سایر شبدرها در خاک‌های اسیدی تا خنثی رشد خوبی دارند، رشد زمستانه مناسبی دارند. از این گروه می‌توان به ارقام Mt. Barder ,Esperance,Woogenellup,Seaton Park,Clare اشاره نمود.
۴- گروه دیررس: نیاز سالانه این گروه ۶۰۰ میلی‌متر است. دوره رشد آن‌ها ۵/۹-۸ ماه است. در زمستان رشد مناسبی ندارند ولی در بهار و اوایل تابستان رشد بسیار خوبی دارند. از این گروه می‌توان به ارقام Larissa و Tallarook اشاره نمود.